# حوذان غربي
الحوذان الغربي نوع نباتي يتبع جنس الحوذان من الفصيلة الحوذانية.
موطنه الأصلي غرب أمريكا الشمالية .